# Spectrobasis rufa
Spectrobasis rufa là một loài bướm đêm trong họ Geometridae.